# Strana práce–Gešer
Strana práce–Gešer (hebrejsky העבודה-גשר‎) byla společná kandidátní listina Strany práce a strany Gešer pro volby do Knesetu v září 2019. Prosazovala sociální demokracii a progresivní zdanění. Zaměřovala se především na sociálně–ekonomické otázky. Společně ji vedli Amir Perec ze Strany práce a Orly Levy ze strany Gešer.
Pro volby do Knesetu v roce 2020 byla nahrazena kandidátkou Strana práce–Gešer–Merec.

## Vznik a historie
V dubnových parlamentních volbách v roce 2019 byla podpora Strany práce pouhých 4,43 % hlasů a 6 mandátů, což je nejhorší výsledek v historii strany. V reakci na špatný výsledek rezignovali předseda Avi Gabaj a poslanec Knesetu Tal Ruso, což vedlo k vyhlášení voleb na post předsedy strany. V červenci 2019 byl novým předsedou Strany práce zvolen Amir Perec. Perec prohlásil, že stranu zreformuje. Nican Horowitz, nově zvolený předseda strany Merec, a bývalý premiér Ehud Barak, vyzvali Perece, aby zahájil jednání o vytvoření jednotné levicové kandidátní listiny. Krátce po volbě předsedy Strany práce rezignovala také Šeli Jachimovič.
Dne 18. července 2019 oznámili Amir Perec a Orly Levy, předsedkyně strany Gešer, společnou kandidaturu ve volbách do Knesetu v září 2019. Gešer by získal tři z prvních deseti míst na kandidátce Strany práce. Perec se rozhodl, že k této kandidátce nepřipojí další strany.
Spojení vyvolalo protesty uvnitř Strany práce a poslanci Knesetu Stav Šafir a Jicchak Šmuli byli nespokojeni s tím, že se Perec vyhnul spojení se stranou Merec. Stav Šafir rezignovala, opustila Stranu práce a založila stranu Demokratický tábor se stranou Merec a Ehudem Barakem. Šmuli se nakonec rozhodl zůstat ve straně, ovšem kritizoval kroky svého kolegy.
Dne 25. srpna si Amir Perec oholil svůj typický knír a voličům vzkázal, aby mu „odezírali ze rtů“, a že on a aliance Strany práce a strany Gešer nebudou sedět ve vládě vedené Benjaminem Netanjahuem. Perec však zvažoval, že by se stal ministrem v Netanjahuově vládě.
Aliance byla oficiálně rozpuštěna 23. března 2020, kdy ji Orly Levy opustila na protest proti možnému vytvoření menšinové vlády v čele s Kachol lavan a s podporou Sjednocené kandidátky.

## Ekonomický plán
Plán aliance zahrnoval:
- Zvýšení minimální mzdy na 40 šekelů (asi 282 Kč).
- Výstavba 200 000 sociálních bytů.
- Poskytování bezplatného vzdělání již od narození.
- Zavedení minimálního důchodu pro chudé důchodce a zvýšení invalidních důchodů.
- Snížení sazby DPH na 0 % u 100 základních druhů zboží.
- Zvýšení investic do malých podniků a ochrana práv osob samostatně výdělečně činných.

Návrh se krátce po svém oznámení setkal s kritikou ze strany ekonomické pravice. Naftali Bennett z pravicové strany Jamina prohlásil, že plán „změní Izrael ve Venezuelu“, přičemž tuto kritiku podpořil i Ja'ir Lapid z centristické strany Kachol lavan.

## Složení
| Název        | Ideologie             | Pozice                | Předseda   | Počet poslanců Knesetu |
| ------------ | --------------------- | --------------------- | ---------- | ---------------------- |
| Strana práce | sociální demokracie   | středolevice          | Amir Perec | 3/120                  |
| Gešer        | sociální liberalismus | střed až středolevice | Orly Levy  | 1/120                  |

## Bývalí poslanci Knesetu
Aliance Strany práce a strany Gešer měla v Knesetu čtyři poslance. Jsou uvedeni níže v pořadí, v jakém se objevili na stranické kandidátní listině pro volby 2020:
| Pořadí | Poslanec        | Poznámky                                                                               |
| ------ | --------------- | -------------------------------------------------------------------------------------- |
| 1.     | Amir Perec      | Předseda Strany práce a bývalý ministr obrany                                          |
| 2.     | Orly Levy       | Předsedkyně Gešer a bývalá poslankyně Knesetu za Jisra'el bejtenu                      |
| 3.     | Jicchak Šmuli   | Poslanec Knesetu za Stranu práce a vůdce protestů za sociální spravedlnost v roce 2011 |
| 4.     | Merav Micha'eli | Poslankyně Knesetu za Stranu práce, feministická aktivistka a novinářka                |

## Výsledky voleb
| Volební rok | celkový počet hlasů | celkový počet hlasů v % | celkový počet mandátů | +/–         | Předseda   |
| ----------- | ------------------- | ----------------------- | --------------------- | ----------- | ---------- |
| září 2019   | 210 851             | 4,8                     | 6/120                 | nová strana | Amir Perec |